# Força Aérea Eslovaca (1939-1945)

Roundel

A Força Aérea Eslovaca (em eslovaco:  Slovenské vzdušné zbrane ou SVZ), foi a força aérea da República Eslovaca durante a Segunda Guerra Mundial. Sua missão era fornecer apoio aéreo nas frentes e proteger as áreas metropolitanas da Republica Eslovaca contra ataques aéreos inimigos.

## História
Um dos principais campos de batalhas travados pela SVZ foi durante a Guerra Eslovaco-Húngara em março de 1939, na qual a Hungria reocupou a Transcarpátia e partes do sul da Eslováquia. Neste conflito a SVZ sofreu perdas face a Real Força Aérea Húngara. 
A Força Aérea Eslovaca também participou da invasão alemã da Polônia apoiando a Alemanha.
A SVZ participou de ofensivas do Eixo na Ucrânia e setores da frente central russa da Frente Oriental sob a liderança da Luftwaffe nas operações de Stalingrado e Cáucaso. O engajamento custou-lhe grandes perdas de aeronaves e pessoal. Pelo resto da guerra, a SVZ lutou contra as Forças Aéreas do Exército dos EUA e as incursões da Força Aérea Real contra a Eslováquia. Quando a Romênia e a União Soviética entraram na Eslováquia, algumas aeronaves e desertores se organizaram na Força Aérea Insurgente para combater contra as forças do Eixo. Já outros pilotos serviram voluntariamente em unidades da Luftwaffe.
O símbolo da força aérea eslovaca era uma cruz azul e branca semelhante ao Balkenkreuz alemão, com um circulo vermelho no centro. Era utilizada na cauda e nas asas. As tampas do motor foram pintadas de amarelo com uma linha vertical na fuselagem.
As aeronaves de treinamento foram fornecidas pela Alemanha e Itália. Para a defesa do espaço aéreo eslovaco, a força aérea usou o Messerschmitt 109 (tipos E e G), Avia B-534 e alguns outros tipos de caça. Também foi ajudada por unidades da Luftwaffe ativas na região.

## Ases
- Ján Režňák
- Izidor Kovárik
- Ján Gerthofer
- František Cyprich
- František Brezina
- Anton Matúšek
- Jozef Štauder
- Pavol Zeleňák
- Rudolf Božík
- Vladimír Kriško
- Alexander Gerič
- Jozef Jančovič
- František Hanovec
- Rudolf Palatický
- Štefan Martis
- Juraj Puškár
- Štefan Ocvirk
- Ondrej Ďumbala
- Jozef Drlička
- Martin Danihel
- Ivan Kocka

## Aeronaves utilizadas pela Força Aérea Eslovaca
- Arado Ar 96B-5
- Bücker Bü 131B Jungmann
- Bücker Bü 133 Jungmeister
- Bücker Bü 181D Bestmann
- Fieseler Fi 156C-2
- Focke-Wulf Fw 44C Stieglitz
- Focke-Wulf Fw 58C Weihe
- Focke-Wulf Fw 189A-1 Uhu
- Gotha Go 145C
- Heinkel He 72B-1 Kadett
- Heinkel He 111H-3
- Junkers W 34h
- Junkers Ju 52/3m g7e
- Junkers Ju 87D-3
- Klemm Kl 35D
- Messerschmitt Bf 109E-7
- Messerschmitt Bf 109G-6
- Siebel Fh 104 Hallore
- Siebel Si 204A
- Avia B-71 ([2])
- Avia B.122
- Avia BH-33E
- Avi B-534
- AeroA.100
- Aero Ab-101
- AeroA.300
- AeroA.304
- Aero AP-32
- Beneš-Mráz Be-50 Beta-Menor
- Letov Š-231
- Letov Š-328
- Praga E-39
- Praga A/B-32 Pardubitz
- Praga E-51
- Praga E-210
- Praga E-240
- Zlin Z-XV
- Zlin Z-XII
- Caudron C.445 Goeland
- Avro 626
- Savoia-Marchetti SM.84bis

A principal organização da mesma era à 1ª de unidade de caça.
1. 1 2  MSW (22 de maio de 2019). «Slovakian Air Force WWII Part I». Weapons and Warfare (em inglês). Consultado em 3 de março de 2022
2. ↑  «B71». Českoslovaští letci (em checo)